# Christophe de Paris
Christophe de Paris (en italien Cristoforo Parigino en latin Christophorus Parisiensis) est un alchimiste d'origine italienne de la fin du XVe siècle, auteur de plusieurs traités dans la lignée du pseudo-Lulle.

## Œuvres
- (Christophe de Paris)

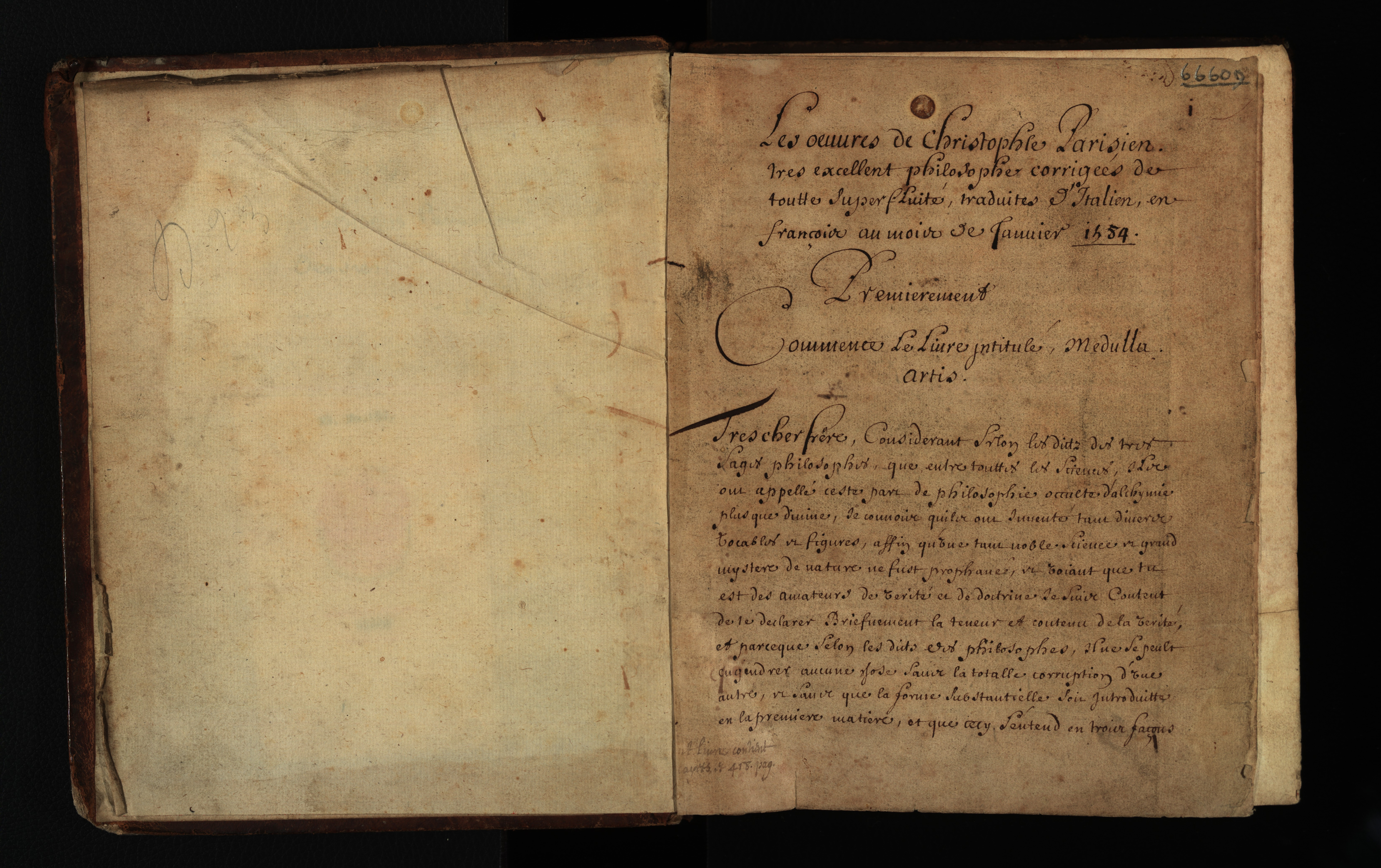
Les oeuvres de Christophle Parisien. Wellcome Library, London.

Elucidarius artis transmutatoriae metallorum summa major
- Apertorio alfabetale (1466 ou 1476) texte italien, tarduit en français sous le titre Le grand apertorial de la philosophie chimique (Paris, Bibliothèque de l'Arsenal MS. 2518 (172 S.A.F.)), et publié en 1628 à Paris sous le titre Le grand esclaircisement de la pierre philosophale, et attribué à Nicolas Flamel
- Summetta, 1478 (manuscrit de la Osler Medical Library)
- Les oeuures de Christophle Parisien, très excellent philosophe corrigées de toutte superfluité, traduites d'Italien, en françois au mois de Januier 1584. (London, Wellcome Institute MS. 192)
  - 1. Medulla artis.
  - 2. Sommette.
  - 3. Viollette.
  - 4. L'oeuure vegétale et minéralle... laquelle est appelée par l'autheur Lucidaire ou Somme majeure de l'art transmutatoire des corps des métaux.
  - 5. L'alphabet apertoire.
  - 6. La practique de notre oeuure.